# کارپاچیو

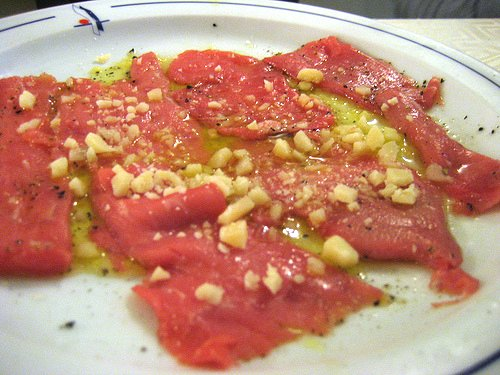
کارپاچیوی گوشت راسته

کارپاچیو (به ایتالیایی: Carpaccio) نام غذایی ایتالیایی است که از قطعات گوشت خام (مانند گوشت گاو، گوشت گوساله و گوشت گوزن و آهو) یا ماهی خام (مانند ماهی آزاد یا ماهی تن) که به نازکی برش خورده یا کوبیده شده تهیه می‌شود و به‌عنوان پیش‌غذا یا اشتهاآور خورده می‌شود.
امروزه عمل آماده‌سازی گوشت یا ماهی‌ای که قرار است به‌نازکی برش خورده و به‌صورت خام سرو شود را نیز کارپاچیو می‌نامند. همچنین ممکن است رستوران‌ها از این اصطلاح برای نامیدن دسرهای میوه‌ای همچون «کارپاچیوی آناناس» نیز استفاده کنند.